# 玉秀街道
玉秀街道是中华人民共和国贵州省安顺市普定县下辖的一个街道办事处。

## 行政区划
玉秀街道下辖以下村级行政区划单位：
玉秀社区、穿洞社区、岩上社区、波玉社区、红新社区、玉兔社区、新和村、秀水村。